# بيفور

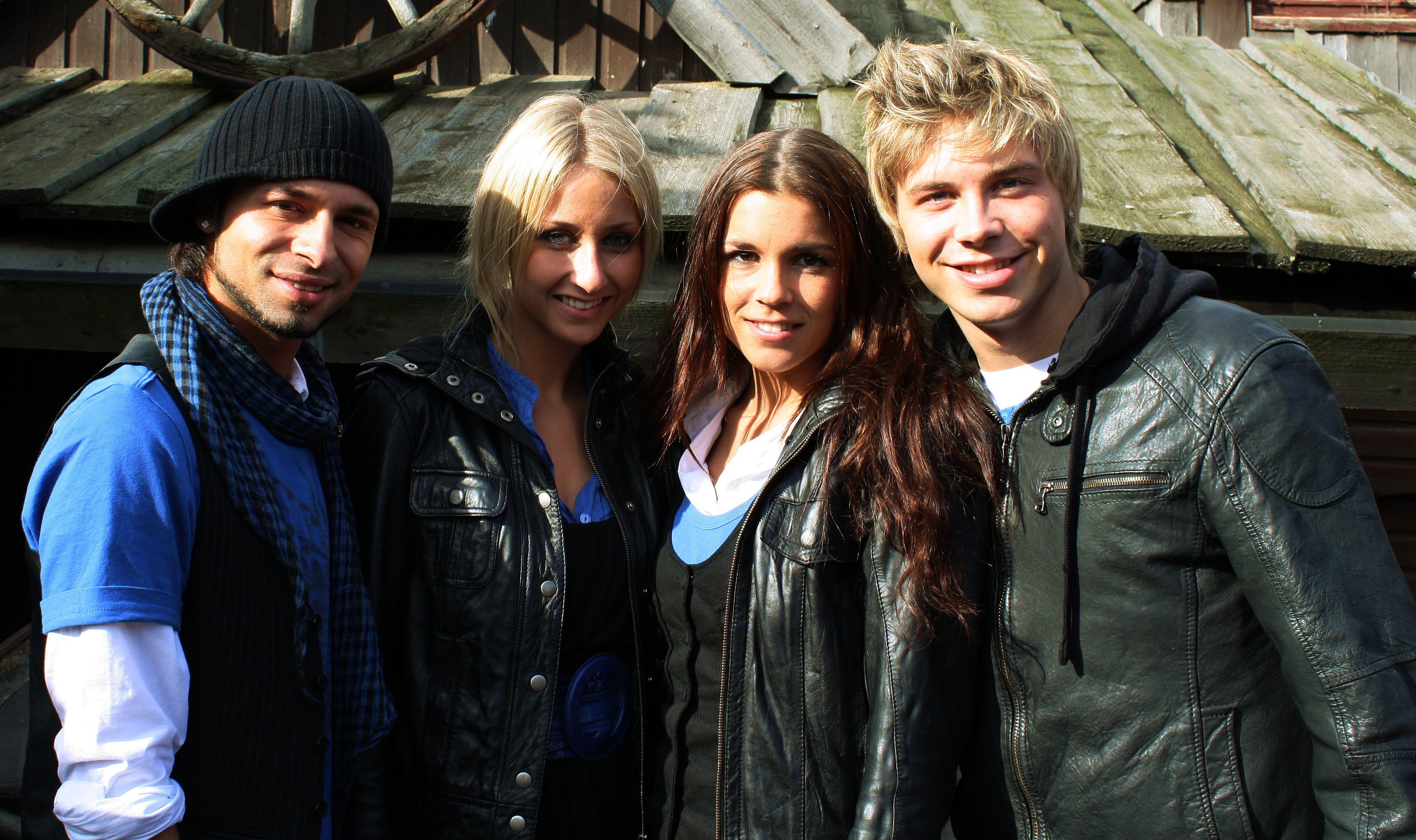

بيفور (بالإنجليزية: beFour)‏هو فرقة بوب ألماني تأسس في كولونيا، تم تصوير أعضائه في البرنامج التلفزيوني [بحاجة لمصدر]Befour: Das Star-Tagebuch («يوميات ستار»)، التي كانت تبث يوميا في 14:20 لمدة ثلاثة أشهر. أول أغنية كانت «ماجيك ميلودي» هي ريمكس للأغنية «حول العالم» من قبل فرقة أي تي سي، والتي هي بدورها ريمكس للأغنية "Pesenka"، في الأصل غنتها الفرقة الروسية Ruki Vverh في عام 1998. أغنية «لا حدود» هي طبعة جديدة من نفس أغنية الفرقة انليميتد 2.

## أعضاء الفرقة

### مانو
مانويلا «مانو» أوشغر (من مواليد 18 فبراير 1984 في فيل (أراجاو)، سويسرا) لها تجربة في المرحلة الأولى عندما كانت في السن 18. درست في نيويورك الرقص واللعب والغناء.

### ألينا
ألينا بوك (من مواليد 2 نوفمبر 1984 في غايلنكيرشن) درست العزف على البيانو منذ أن كان سنها ستة سنوات وهي ممثلة متدربة.

### دان
دانيال «دان» مولرمان (من مواليد 17 ديسمبر 1987 في برلين) هي ممثل ألماني. قبل أن ينضم إلى بيفور كان رياضي تنافسي.

### إنجيل
أنجيل جارسيا أرجونا (من مواليد 21 فبراير 1982 في فلبرت) هي راقصة ألمانية ومتدربة مصرفية. كان ظهورها في العديد من أفلام الفيديو والموسيقى، على سبيل المثال Jessica Wahls (تعرف من بنو أنجلس) -- "Du bist wie Ich" («أنت مثلي»).

## وصلات داخلية
- ألمانيا
- فرق موسيقة ألمانية

## روابط خارجية
- بيفور على موقع ميوزك برينز (الإنجليزية)
- بيفور على موقع أول ميوزيك (الإنجليزية)
- بيفور على موقع ديسكوغز (الإنجليزية)